# Of Thee I Sing (Musical)
Of Thee I Sing (deutsch etwa: „Von dir singe ich“) ist ein Musical von George Gershwin (Musik), Ira Gershwin (Liedtexte), George Simon Kaufman und Morrie Ryskind (Buch). Die Politsatire war das erste Musical, das den Pulitzer-Preis errang.

Die Uraufführung fand am 26. Dezember 1931 im Music Box Theatre in New York statt. Die Show wurde von George S. Kaufman inszeniert; in den Hauptrollen waren William Gaxton und Victor Moore zu sehen.

## Inhalt
Das Stück beschreibt den Präsidentschaftswahlkampf John P. Wintergreens, der mit dem Slogan „Bringt Liebe ins Weiße Haus“ schließlich triumphal gewinnt. Wie der Vorsitzende des Wahlkampfkomitees erklärt, „Man braucht ein Thema, das jeden interessiert, das aber nach Möglichkeit nicht die geringste Rolle spielt.“ Es wird beschlossen, dass der Kandidat die Gewinnerin eines Schönheitswettbewerbs heiraten soll, bei dem er in jedem Staat um die Hand der Landesschönsten angehalten hat. Wintergreen verliebt sich jedoch in die hübsche, aber hausbackene Mary Turner. Besonders der Einsatz einer entfernt mit Napoleon verwandten Dame führt zusätzlich zu internationalen Verwicklungen. Außerdem werden die unterhaltsamen Abenteuer von dem als Vizepräsidenten nominierten Alexander Throttlebottom (der Name weist auf seine Rolle hin) bei seinem Kampf um etwas Beachtung erzählt.

## Hintergrund
Das Stück ist den Operetten von Gilbert und Sullivan mehr verwandt als dem typischen Broadway-Musical. Der satirische Ansatz von Strike Up the Band (1927 und in revidierter Fassung 1930) wird hier ausgeweitet, die Musiknummern beziehen sich strikt auf die Handlung und führen diese fort, und das Autorenteam machte kaum mehr Kompromisse im Hinblick auf den Massengeschmack. Trotzdem hatte Of Thee I Sing mit 473 Vorstellungen am Broadway die drittlängste Broadwaylaufzeit während der 1930er Jahre und war damit das erfolgreichste Musical der Gershwin-Brüder. 1933 folgte mit Let ’Em Eat Cake ein Sequel derselben Autoren, das als satirischer Kommentar auf die Herrschaftsform der Diktatur gedacht, aber nicht so fokussiert und geistreich wie sein Vorgänger war und schnell wieder vom Spielplan verschwand. 1952 wurde Of Thee I Sing am Broadway wiederaufgeführt.
Die szenische europäische Erstaufführung unter dem Titel Wintergreen for President erfolgte 2006 am Landestheater Linz in deutscher Sprache (Übersetzung: Roman Hinze, Regie: Matthias Davids).

## Bekannte Musiknummern
- Who Could Ask For Anything More? (I’m About to Be a Mother)
- Who Cares?
- Love Is Sweeping the Country
- Of Thee I Sing

## Aufnahmen
- Of Thee I Sing (Original Recording Reissued), 1952
- Of Thee I Sing/Let ’Em Eat Cake (Concert Version), 1987